# Tâm hồn Nga

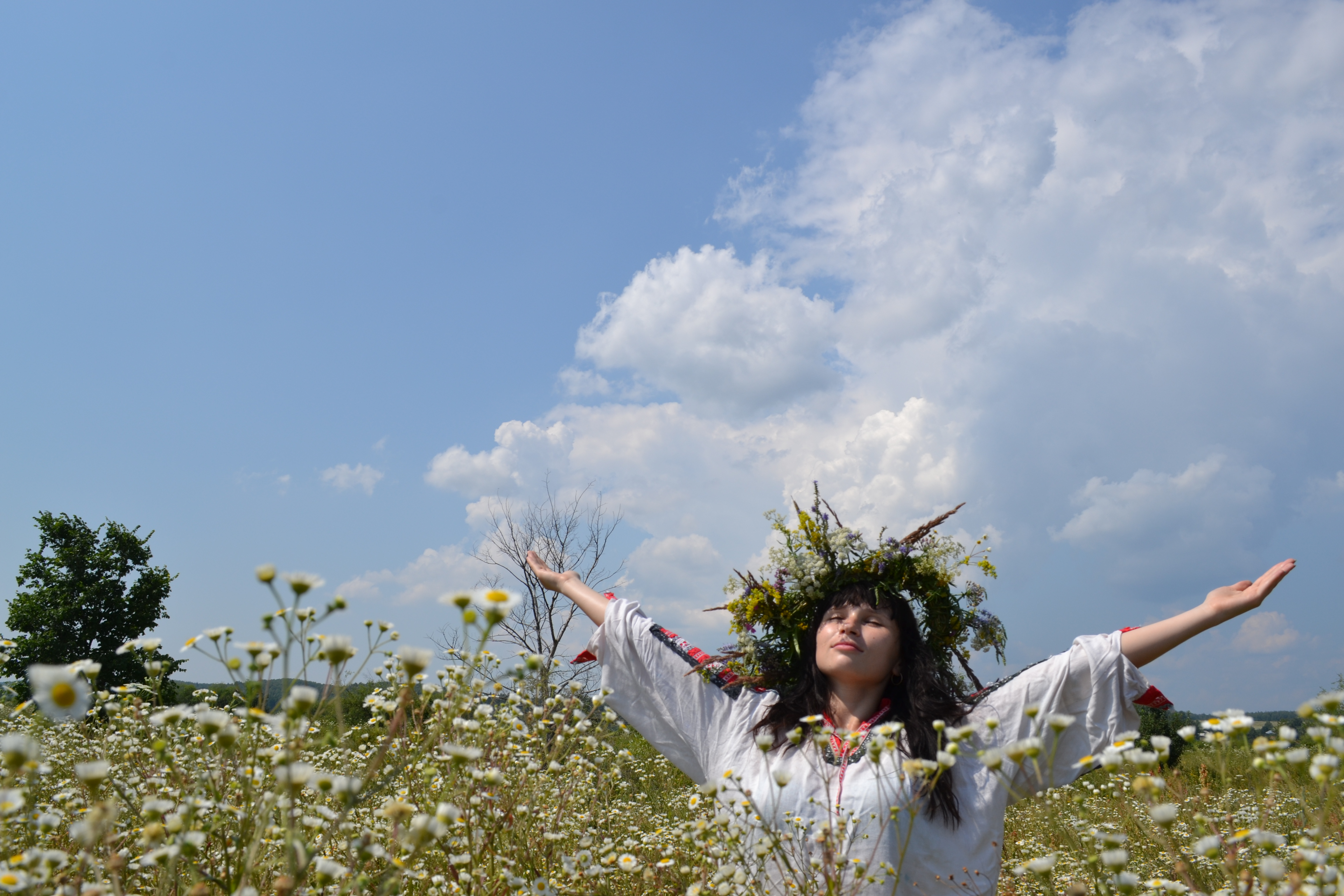
Tâm hồn Nga (Дашулька) bao la, mênh mông, bát ngát với tình yêu quê hương

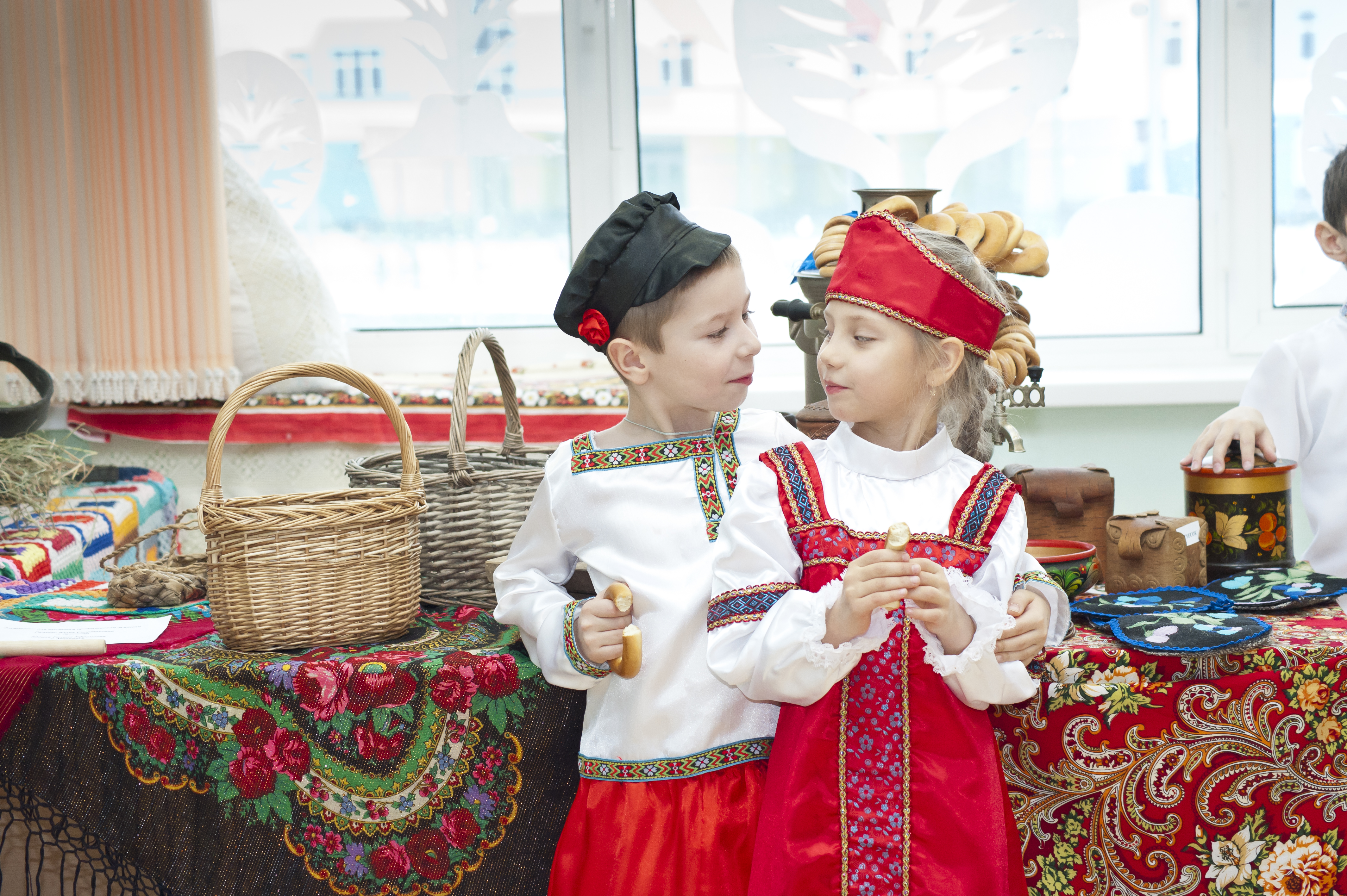
Tâm hồn Nga ở trẻ em Nga từ những trang phục truyền thống để khám phá tâm hồn dân tộc Nga

Tâm hồn Nga (tiếng Nga: Pусская душа/Russkaya dusha; tiếng Anh: Russian soul) được sử dụng trong văn chương và thi ca để đặc tả về tính độc đáo và khó nắm bắt trong tính cách dân tộc Nga, cũng như định hình bản sắc dân tộc Nga hay còn gọi là "Bản tính Nga". Thuật ngữ này đôi khi cũng được diễn tả là "tâm hồn Nga bao la" (великая русская душа/Velikaya russkaya dusha), tâm hồn Nga bí ẩn, khó nắm bắt (загадочная русская душа/Zagadochnaya russkaya dusha). "Tâm hồn Nga" như một tổ hợp các đặc điểm phức tạp, đầy mâu thuẫn và sâu sắc, được hình thành từ lịch sử, địa lý và văn hóa độc đáo của nước Nga, với tính cách là một khái niệm mở, được thể hiện rõ nét nhất qua văn học và triết học Nga, và vẫn còn giá trị trong việc tìm hiểu về bản sắc của dân tộc này. Khái niệm "tâm hồn Nga" trở nên phổ biến vào thế kỷ XIX, một thời kỳ mà giới trí thức Nga nỗ lực xác định bản sắc dân tộc của mình trong mối tương quan với văn hóa phương Tây. Các nhà văn và nhà triết học lớn như Nikolai Gogol, Fyodor Dostoevsky (Đốt-Xtôi-ép-xky) và Leo Tolstoy (Lép-Tôn-xtôi) được cho là những người đã khám phá và thể hiện sâu sắc nhất "tâm hồn Nga" qua các tác phẩm của họ. Văn hào Gogol cũng muốn đặt khai đề như một sự quan sát về sự mất mát tâm hồn của những người chủ đất trong việc bóc lột giai tầng nông nô. Thuật ngữ tâm hồn Nga cũng được tìm thấy trong văn hóa dân gian Nga và có ảnh hưởng đến thi ca Nga, nhất là dòng thơ tình. Mặc dù sự phổ biến của nó đã giảm đi trong thời kỳ Xô Viết, nhưng nó lại trỗi dậy trong những năm gần đây với những ai chuộng Nga, như với giới văn nghệ cựu trào tại Thành phố Hồ Chí Minh.

## Đặc điểm
Tương tự như không gian địa lý của nước Nga, "tâm hồn Nga" được mô tả là rộng lớn, phóng khoáng, bao la, vô biên và đầy những thái cực, nó có thể hàm chứa cả những đức tính cao cả và những thói hư tật xấu, niềm vui tột cùng và nỗi buồn sâu thẳm, đầy khắc khoải. Theo Dostoevsky, "nhu cầu tinh thần cơ bản nhất, thô sơ nhất của người dân Nga là nhu cầu đau khổ, luôn hiện hữu và không thể dập tắt, ở mọi nơi và trong mọi thứ". "Tâm hồn Nga" thường được khắc họa với những cặp đối lập đầy mâu thuẫn giữa sự nhân hậu, nồng hậu, hiếu khách và tàn nhẫn, lạnh lùng, thờ ơ, vô cảm, bàng quang, giữa tâm hồn thi vị với thói thô lỗ, khờ ngố, nghễng ngãng, ngốc nghếch (mô típ "chàng Ivan ngốc"/"Иванушка-дурачок"), giữa sự khiêm nhường và kiêu ngạo, đức tin sâu sắc và chủ nghĩa hư vô cực đoan và đầy khó hiểu, giữa hoài niệm và huyễn mộng (như trong tác phẩm Những linh hồn chết/Мертвыя души/Moóc-tvư-ya du-si của Gogol). Văn hào Fyodor Dostoevsky đã khám phá sâu sắc những mâu thuẫn này trong các nhân vật của mình: "Thật đáng sợ khi thấy tinh thần của một người đàn ông Nga tự do đến thế nào, ý chí của anh ta mạnh mẽ đến thế nào! Chưa từng có ai bị tách khỏi quê hương của mình nhiều đến thế, như anh ta đôi khi phải làm; chưa từng có ai rẽ ngoặt đột ngột như anh ta, theo đuổi niềm tin của chính mình!". Tính nữ bộc lộ trong “nỗi buồn Nga” là đặc trưng của tâm hồn Nga và đặc trưng của văn học, nghệ thuật, trong văn chương. Sự thiếu hụt tính cách nam tính và sự tôi luyện cá nhân vốn những điều được nhào nặn giới hiệp sĩ phương Tây là nhược điểm nguy hiểm nhất của người Nga, dân tộc Nga và giới trí thức Nga.
Lịch sử Nga với những cuộc chiến tranh liên miên bất tận và khó khăn đã hun đúc nên một tinh thần chịu đựng bền bỉ và sự kiên nhẫn. Người Nga được cho là có khả năng chịu đựng gian khổ và hy sinh to lớn. Lòng trắc ẩn và sự đồng cảm (Sobornost) cũng là những cặp khái niệm quan trọng liên quan, "sobornost" (hiệp nhất tương thông, tính hợp chúng) có thể hiểu là sự hợp nhất tinh thần cộng đồng thể hiện qua sự nhấn mạnh vào tính tập thể, lòng trắc ẩn và sự kết nối tinh thần giữa mọi người. Khát vọng về tâm linh và lẽ thật cũng là một khuynh hướng tìm kiếm ý nghĩa sâu xa của cuộc sống, một sự thật tuyệt đối, thường mang màu sắc tôn giáo và triết học thể hiện qua sự trăn trở về đức tin, sự cứu rỗi và số phận của nước Nga. Sự khó đoán định và phi lý trí cũng là một đặc trưng trong "tâm hồn Nga" thường được cho là hành động theo cảm tính và trực giác mách bảo hơn là logic duy lý của phương Tây. Nhà thơ Fyodor Tyutchev từng viết một câu thơ nổi tiếng: "Nước Nga không thể hiểu nổi bằng trí óc, đành tin vào nước Nga mà thôi". Các tác phẩm kinh điển của Nga là nơi thể hiện rõ nhất "tâm hồn Nga" như tác phẩm Chiến tranh và Hòa bình của Tolstoy, các nhân vật như Pierre Bezukhov và Natasha Rostova thể hiện sự kiếm tìm ý nghĩa và những cảm xúc mãnh liệt. Trong tác phẩm Anh em nhà Karamazov của văn hào Dostoevsky, cuộc đấu tranh giữa đức tin và sự hoài nghi là trung tâm của câu chuyện. Khái niệm "tâm hồn Nga" vẫn tiếp tục được thảo luận và tranh luận, một số người coi đó là một huyền thoại lãng mạn, trong khi những người khác tin rằng nó vẫn là một yếu tố cốt lõi để thấu hiểu về nước Nga và con người Nga ngày nay.